# Revolución del 5 de octubre de 1910
La Revolución del 5 de octubre de 1910 supuso la proclamación de la Primera República Portuguesa y puso fin a la Monarquía en Portugal, vigente desde el año 1139.
La subyugación del país a los intereses coloniales británicos, los gastos de la familia real, el poder de la Iglesia, la inestabilidad política y social, el sistema de alternancia de los dos partidos en el poder (progresistas y reaccionarios), la dictadura de João Franco y la aparente incapacidad de acompañar la evolución de los tiempos y adaptarse a la modernidad contribuyeron a un inexorable proceso de erosión de la monarquía portuguesa, del cual los defensores de la república, especialmente el Partido Republicano, supieron sacar el máximo provecho. El Partido Republicano se presentaba como el único con un programa capaz de devolver al país el prestigio perdido y colocar a Portugal en la senda del progreso.
Tras la oposición del ejército a combatir a los cerca de dos mil soldados y marineros rebeldes entre los días 3 y 4 de octubre de 1910, la república se proclamó a las 9:00 del día siguiente en el balcón del ayuntamiento de Lisboa. Tras la revolución, un gobierno provisional liderado por Teófilo Braga dirigió el país hasta el nacimiento de la Primera República con la aprobación de la Constitución de 1911. La llegada de la república implicó, entre otras cosas, la sustitución de los símbolos nacionales: el himno nacional y la bandera.

## Antecedentes

### El ultimátum británico y la revuelta del 31 de enero de 1891

El mapa rosado, que originó el ultimátum británico de 1890.

El 11 de enero de 1890, el gobierno británico de lord Salisbury envió al gobierno portugués un ultimátum, en forma de memorando, exigiendo la retirada de las fuerzas militares portuguesas comandadas por Alexandre de Serpa Pinto del territorio comprendido entre las colonias de Angola y Mozambique (en las actuales Zimbabue y Zambia), zonas revindicadas por Portugal mediante el mapa rosado.
La rápida retirada portuguesa ante las exigencias británicas fue vista como una humillación nacional por diversos grupos y por las élites. Se inició así un profundo movimiento de descontento hacia la figura del nuevo rey Carlos I, a la familia real en general y a la institución monárquica, ya que eran vistos como los responsables del proceso de «decadencia nacional». La situación se agravó con la profunda crisis financiera ocurrida entre 1890 y 1891, cuando las remesas de los emigrantes en Brasil cayeron un 80 % debido a la proclamación de la república en Brasil dos meses antes, hecho que era observado con cautela por el gobierno monárquico y con júbilo por los defensores de la república en Portugal. Los republicanos supieron capitalizar ese descontento aumentando su base social de apoyo que acabaría culminando en el derrumbe del régimen.

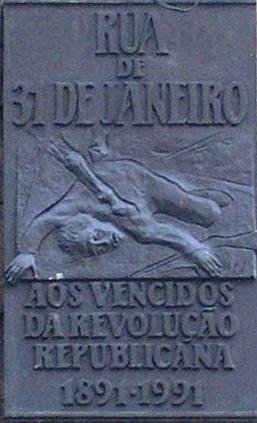
Placa conmemorativa en la calle Trinta e Um de Janeiro, en Oporto

El 14 de enero, el gobierno progresista cayó y el líder regenerador António de Serpa Pimentel fue designado para formar un nuevo gobierno. Los progresistas
empezaron entonces a atacar al rey Carlos I votando a candidatos republicanos en las elecciones de marzo de ese año para protestar por el acuerdo colonial firmado con los británicos. El 23 de marzo de 1890, el entonces estudiante de la Universidad de Coímbra, António José de Almeida (que posteriormente se convertiría en presidente de la República) publicó un artículo con el título Bragança, o último (Braganza, el último), que sería calificado de calumnioso y le costaría la cárcel.
El 1 de abril de 1890, el viejo explorador Silva Porto se suicidó envuelto en una bandera portuguesa en Kuito (Angola), tras haber fracasado en las negociaciones con los indígenas bajo las órdenes de Paiva Couceiro, que lo atribuyó al ultimátum. El suicidio del que era uno de los rostros de la exploración del interior de África generó una profunda conmoción nacional y su funeral en Oporto fue multitudinario. El 11 de abril se puso a la venta el libro Finis Patriae de Guerra Junqueiro que ridiculizaba la figura del rey.
En Oporto, el 31 de enero de 1891, se produjo un levantamiento militar contra la monarquía compuesto principalmente por sargentos y militares sin plaza. Los rebeldes, que tenían como himno una canción de cariz patriótico compuesta como protesta por el ultimátum británico llamada A Portuguesa, tomaron el ayuntamiento, desde cuyo balcón el periodista y político republicano Augusto Manuel Alves da Veiga proclamó la implantación de la república en Portugal y alzó una bandera roja y verde, que pertenecía al Centro Democrático Federal. El movimiento fue sofocado poco después por la guardia municipal que se mantuvo fiel al gobierno. El resultado fue de 12 muertos y 40 heridos. Los rebeldes capturados fueron juzgados y 250 de ellos fueron condenados a penas de entre 18 meses y 15 años de destierro en África. A Portuguesa fue prohibida.
A pesar del fracaso, la revuelta del 31 de enero de 1891 fue la primera gran amenaza que sintió el régimen monárquico y fue un aviso de lo que sucedería décadas más tarde.

### El Partido Republicano Portugués
El movimiento revolucionario del 5 de octubre de 1910 se produjo en la línea de acción doctrinaria y política que el Partido Republicano Portugués (PRP) fue desarrollando desde su creación en 1876 con el objetivo de derrumbar el régimen monárquico.
Al hacer depender la resurrección nacional del final de la monarquía, el PRP consiguió desmarcarse del Partido Socialista Portugués, que defendía la colaboración con el régimen a cambio de una serie de mejoras para la clase obrera, y atrajo hacia sí la simpatía de los descontentos.
Por eso los problemas dentro del partido acabaron por ser más cuestiones de estrategia política que de ideología. El rumbo ideológico del republicanismo portugués ya había sido trazado mucho antes por las obras de José Félix Henriques Nogueira y se alteró poco con el paso de los años, exceptuando la adaptación a la realidad del país. A eso contribuyeron las obras de Teófilo Braga, que intentó concretar las ideas descentralizadoras y federalistas abandonando el carácter social en favor de aspectos democráticos. Este cambio tenía como objetivo cautivar a la pequeña y mediana burguesía, que se convirtió en una de las principales bases de la militancia republicana. En las elecciones del 13 de octubre de 1878, el PRP consiguió un diputado: José Joaquim Rodrigues de Freitas, por Oporto.
Se pretendía también que la caída de la monarquía tuviera una dimensión mesiánica, unificadora, nacional y por encima de los intereses particulares de las diversas clases sociales. Esta panacea universal que debía curar, de una vez por todas, los males de la Nación y devolvería al país a la senda de la gloria fue acentuando cada vez más dos vertientes fundamentales: el nacionalismo y el colonialismo. Esta combinación supuso el definitivo abandono del iberismo, patente en las primeras tesis republicanas de José Félix Henriques Nogueira, y se identificó a los monárquicos y a la monarquía con el antipatriotismo y la rendición a los intereses extranjeros. Otro fuerte componente de la ideología republicana fue el marcado anticlericalismo, debido a las teorías de Teófilo Braga, que identificó la religión como un obstáculo al progreso y como la responsable del atraso científico de Portugal, en oposición a los republicanos, que eran una vanguardia identificada con la ciencia, el progreso y el bienestar.

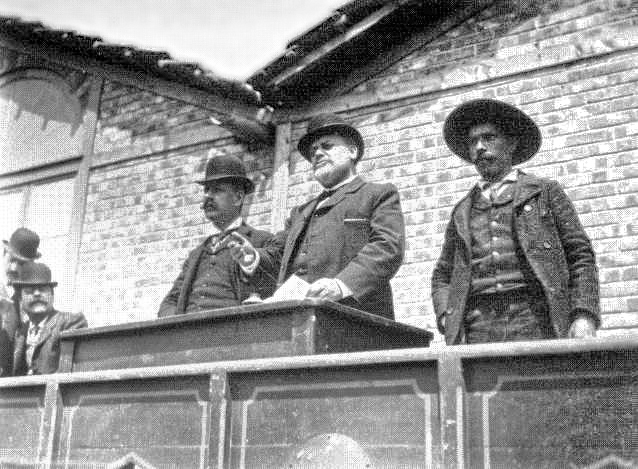
Azedo Gneco dando un discurso en una reunión republicana en Lisboa.

Las cuestiones ideológicas no eran fundamentales en la estrategia de los republicanos: la mayoría de sus simpatizantes ni siquiera conocía los textos de los principales manifiestos pero bastaba con estar en contra de la monarquía, de la Iglesia y de la corrupción política de los partidos tradicionales. Esta falta de preocupación ideológica no significaba que el partido no se preocupase de la divulgación de sus principios. La acción de divulgación más eficaz fue la propaganda hecha a través de sus reuniones y manifestaciones populares, así como de periódicos como A Voz Pública, en Oporto, y O Mundo (a partir de 1900) y A Luta (a partir de 1906), en Lisboa.
La propaganda republicana supo sacar partido de algunos factores históricos de repercusión popular. La conmemoración del tercer centenario de la muerte de Camões en 1880 y el ultimátum británico de 1890, por ejemplo, fueron ampliamente aprovechados y los republicanos se presentaron como los verdaderos representantes de los más puros pensamientos nacionales y las aspiraciones populares.
El tercer centenario de la muerte de Camões se conmemoró con grandes actos: un cortejo cívico que recorrió las calles de Lisboa en medio del entusiasmo popular así como el traslado de los restos mortales de Camões y de Vasco da Gama al Monasterio de los Jerónimos. Las luces y el aire de fiesta nacional que caracterizó a la conmemoración complementaron el cuadro de exaltación patriótica. La idea de la conmemoración "camoniana" salió de la Sociedad de Geografía de Lisboa pero la ejecución le fue confiada a una comisión constituida por, entre otros, Teófilo Braga, Ramalho Ortigão, Batalha Reis, Magalhães Lima e Pinheiro Chagas, figuras claves del Partido Republicano.
Además de Rodrigues de Freitas, también Manuel de Arriaga, José Elias García, Zófimo Consiglieri Pedroso, José Maria Latino Coelho, Bernardino Pereira Pinheiro, Eduardo de Abreu, Francisco Teixeira de Queirós, José Jacinto Nunes y Francisco Gomes da Silva fueron elegidos diputados representando al PRP en diversas sesiones legislativas entre 1884 y 1894. Desde esta última fecha hasta 1900 no hubo representación parlamentaria republicana. En esta fase, el partido se concentró en su organización interna.
Tras un periodo de gran represión contra el PRP, el movimiento republicano vuelve a la carga y en las legislativas de 1900 obtiene 4 diputados: Afonso Costa, Alexandre Braga, António José de Almeida y João de Meneses.

### El regicidio de 1908

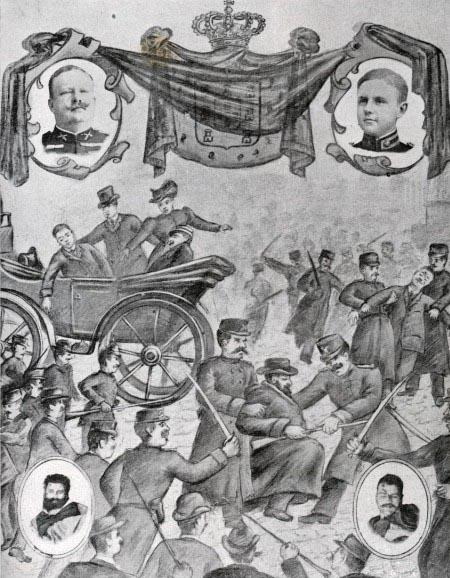
Reconstrucción anónima del regicidio publicada en el periódico Folha Volante

El 1 de febrero de 1908, cuando el rey Carlos I y el heredero Luis Felipe regresaban a Lisboa después de haber pasado una temporada de caza en Vila Viçosa, Alentejo, fueron asesinados en plena Praça do Comércio.
El atentado se debió al progresivo desgaste del sistema político portugués, vigente desde la Regeneração, en gran parte culpa de la erosión política originada por la alternancia de dos partidos en el poder: el Progresista y el Regenerador. El rey, como árbitro del sistema político, papel que poseía en virtud de la constitución de 1838, había nombrado a João Franco presidente del Consejo de Ministros. João Franco, que había dejado el Partido Regenerador, consiguió convencer al rey para que cerrara el parlamento e implantar así una serie de medidas con idea de moralizar la vida política. Con esta decisión irritó sobremanera a toda la oposición y no sólo a la republicana sino también a la monárquica, liderada por políticos rivales de Franco que lo acusaban de crear una dictadura. Los acontecimientos acabaron precipitando una serie de cuestiones sobre los anticipos de dinero a la Casa Real y la firma del decreto del 30 de enero de 1908 que preveía el destierro a las colonias, sin juicio, a los implicados en una intentona republicana fracasada ocurrida dos días antes, el Golpe del Ascensor de la Biblioteca.
| Vi a un hombre de barba negra [...] abrirse la capa y sacar una carabina [...]. Cuando [lo] vi [...] apuntar al carruaje me di cuenta, infelizmente, de lo que pasaba. ¡Dios mío, qué horror lo que pasó! Inmediatamente después de que Buíça disparara [...] comenzó un tiroteo que sonaba como una lucha de fieras. El Terreiro do Paço estaba desierto: no había ni un alma. Esto es lo que más me cuesta perdonar a João Franco... — Manuel II. |

La familia real se encontraba entonces en el Palacio Ducal de Vila Viçosa, pero los acontecimientos llevaron al rey Carlos a adelantar el regreso a Lisboa. Tomó el tren en la estación de Vila Viçosa en la mañana del día 1 de febrero. La comitiva real llegó a Barreiro ya por la tarde. Para atravesar el río Tajo tomó el barco de vapor D. Luís y desembarcó en Praça do Comércio sobre las 17:00. A pesar del clima de gran tensión, el rey optó por ir en carruaje abierto con una reducida escolta para demostrar normalidad. Mientras saludaban a la multitud presente en la plaza, el carruaje fue alcanzado por varios disparos. Un tiro de carabina atravesó el cuello del rey, matándolo en el acto. Los disparos continuaron y el príncipe logró acertar a uno de los atacantes pero fue enseguida alcanzado en la cara por otro disparo. La reina, de pie, se defendió con un ramo de flores que le habían regalado fustigando a uno de los atacantes que había subido al estribo del carruaje al grito de: «¡Infames! ¡Infames!». El infante Manuel también fue alcanzado en un brazo. Dos de los regicidas, Manuel Buíça, profesor de primaria, y Alfredo Costa, empleado del comercio e editor, murieron en el lugar. El resto huyó. El carruaje entró en el arsenal de la Marina donde se constató la muerte del rey y la del heredero al trono.
Tras el atentado, el gobierno de João Franco fue cesado y se lanzó una rigurosa investigación que, dos años después, desveló que el atentado fue cometido por miembros de la Carbonaria. El proceso de investigación estaba ya concluido en las vísperas del 5 de octubre de 1910. Mientras, se habían descubierto más sospechosos de estar implicados directamente que se encontraban escondidos en Brasil y Francia y dos, al menos, habían sido matados por la propia Carbonaria.
Europa quedó conmocionada con este atentado, ya que Carlos I era muy apreciado por los otros jefes de Estado europeos. El regicidio de Lisboa acabó por abreviar el final de la monarquía al colocar en el trono al joven Manuel II y al lanzar a los partidos monárquicos unos contra otros.

### La agonía de la monarquía
Debido a su juventud (18 años) y a la forma trágica y sangrienta en que subió al trono, Manuel II atrajo al principio una simpatía generalizada. El joven rey empezó nombrando un gobierno de consenso presidido por el almirante Francisco Joaquim Ferreira do Amaral. Este gobierno denominado de "aclamación", a pesar de lograr calmar momentáneamente los ánimos, tuvo una duración breve. La situación política rápidamente volvió a degradarse y se sucedieron siete gobiernos en dos años. Los partidos monárquicos volvieron a las andadas con sus problemas y divisiones mientras que el Partido Republicano seguía ganando terreno. En las elecciones del 5 de abril de 1908, las últimas legislativas de la monarquía, se eligió a un total de siete diputados republicanos, entre ellos Estêvão de Vasconcelos, Feio Terenas y Manuel de Brito Camacho. En las elecciones del 28 de agosto de 1910 el partido arrasó al obtener 14 diputados, diez de ellos por Lisboa.
Mientras tanto, a pesar de los evidentes éxitos electorales logrados por el movimiento republicano, el sector más revolucionario del partido se mostraba favorable a la lucha armada como mejor medio para tomar el poder a corto plazo. Fue esta sección la que salió victoriosa en el congreso del partido realizado en Setúbal entre el 23 y el 25 de abril de 1909. La cúpula, compuesta por moderados como Teófilo Braga, Basílio Teles, Eusébio Leão, José Cupertino Ribeiro y José Relvas, recibió del congreso la orden de hacer la revolución. Las funciones logísticas de preparación de la intentona se confiaron a los elementos más radicales. El comité civil estaba formado por Afonso Costa, João Chagas y António José de Almeida, mientras que el almirante Cândido dos Reis lideraba el comité militar. António José de Almeida fue el encargado de la organización de las sociedades secretas como la Carbonaria — en cuya cabeza se integraba el comisario naval António Machado Santos —, la Francmasonería y la "Junta Liberal", dirigida por Miguel Bombarda. Este eminente médico fue el artífice de la importante acción de propaganda republicana por el medio burgués y que trajo muchos simpatizantes a la causa republicana.
El periodo entre el congreso de 1909 y la eclosión de la revolución estuvo marcado por una gran inestabilidad y agitación política y social, con varias amenazas de sublevación que pusieron a la revolución en riesgo debido a la impaciencia del personal de marina, comandado por Machado Santos, que estaba dispuesta a asumir todos los riesgos.

## La revuelta
El 3 de octubre de 1910 estalló la revuelta republicana, algo que ya se avecinaba debido al contexto de inestabilidad política. Aunque muchos no fueron partícipes de la revolución (incluso parecía que la revuelta había fracasado) esta tuvo éxito finalmente por la incapacidad de respuesta del gobierno, que no consiguió reunir tropas que aplacasen a los doscientos revolucionarios que resistían armas en mano en la plaza Marquês de Pombal.

### Los primeros movimientos de los revolucionarios

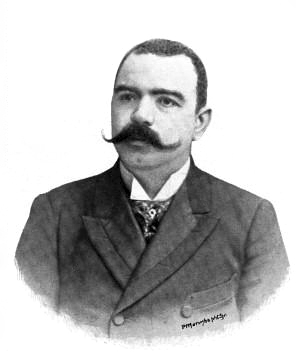
El primer ministro Teixeira de Sousa

Durante el verano de 1910, Lisboa hervía en aires de revolución y varias veces el primer ministro Teixeira de Sousa fue avisado de golpes de Estado inminentes. De hecho, la revolución era algo que el propio gobierno esperaba ya que el día 3 de octubre dio la orden a todas las tropas para que se quedaran en Lisboa como prevención. Tras la cena ofrecida en honor a Manuel II por el presidente de Brasil Hermes da Fonseca, que se encontraba de visita de Estado en Portugal, el rey se retiró al Palacio de las Necesidades, mientras que su tío y heredero a la corona, el infante Alfonso seguía en la ciudadela de Cascaes.
Tras el asesinato de Miguel Bombarda por los disparos de uno de sus pacientes, los jefes republicanos se reunieron la noche del día 3. Algunos oficiales estuvieron en contra, dada la alerta de las fuerzas militares. No obstante, el almirante Cândido dos Reis insistió para que se continuara y se le atribuye la frase: "La revolución no será retrasada: síganme si quieren. Habiendo uno solo que cumpla su deber, ese uno seré yo."

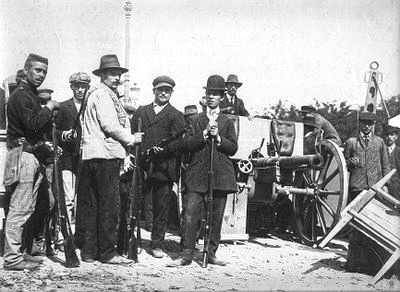
Rebeldes concentrados en la plaza Marquês de Pombral

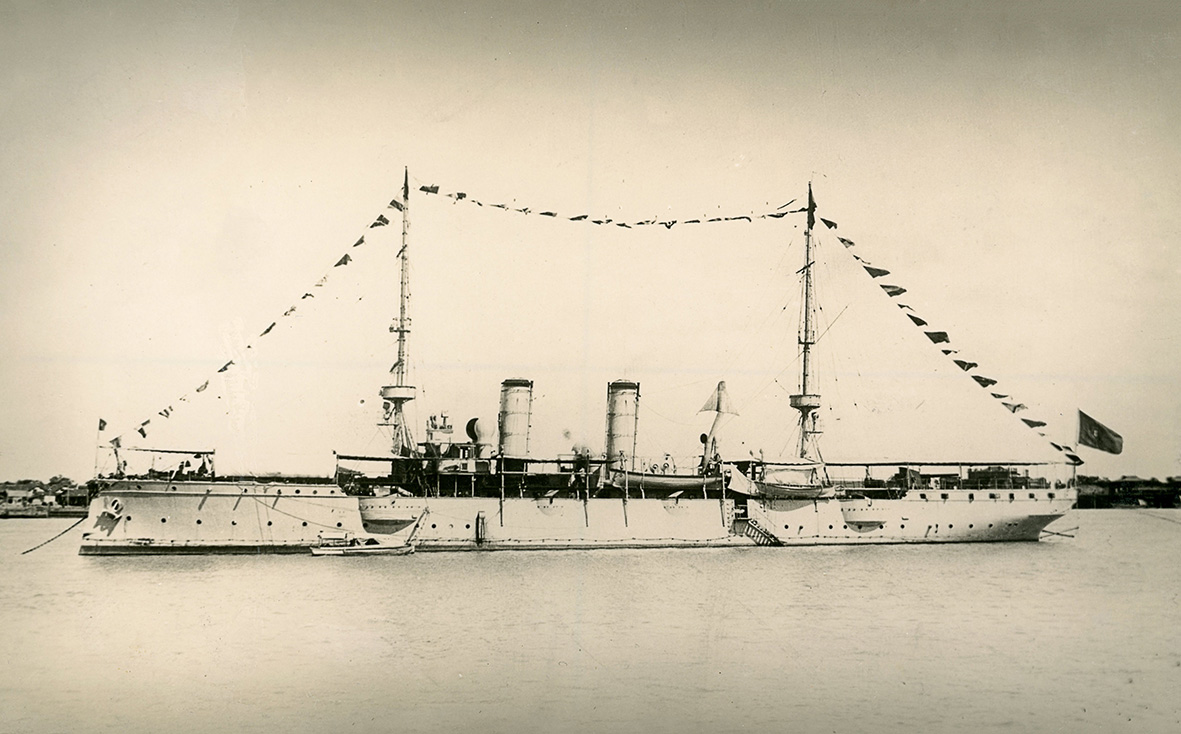
El crucero portugués Adamastor.

Machado Santos ya había pasado a la acción y ni siquiera fue a la reunión. Se dirigió al cuartel del Regimiento de Infantería 16, donde un cabo revolucionario había provocado el levantamiento de la mayor parte de la guarnición: un comandante y un capitán que intentaron oponerse fueron muertos a tiros. Entró en el cuartel con unas decenas de carbonarios, el comisario naval siguió después con cerca de 100 soldados que entraron en el Regimiento de Artillería 1, donde el capitán Afonso Palla y algunos sargentos ya había introducido a algunos civiles en el cuartel y habían tomado la secretaría y atado a los oficiales que se negaron a adherirse. Con la llegada de Macho Santos se formaron dos columnas que se pusieron al mando de los capitanes Sá Cordoso y Palla. La primera fue a reunirse con los regimientos de Infantería 2 e Infantería Ligera 2, que también debían haberse sublevado para seguir hasta Alcântara donde apoyarían a los rebeldes del cuartel de marineros. En el recorrido se cruzó con un destacamento de la Guardia Municipal por lo que se buscó otro camino. Tras algunas confrontaciones con la policía y civiles encontró la columna comandada por Palla y avanzaron hasta la plaza Marquês de Pombal, donde se atrincheraron sobre las 5 de la mañana. La fuerza allí estacionada estaba compuesta por entre 200 y 300 soldados rasos del Regimiento de Artillería 1, entre 50 y 60 de Infantería 16 y cerca de 200 civiles. Los capitanes Sá Cardoso y Palla, así como el comisario naval Machado Santos, estaban entre los nueve oficiales al mando.

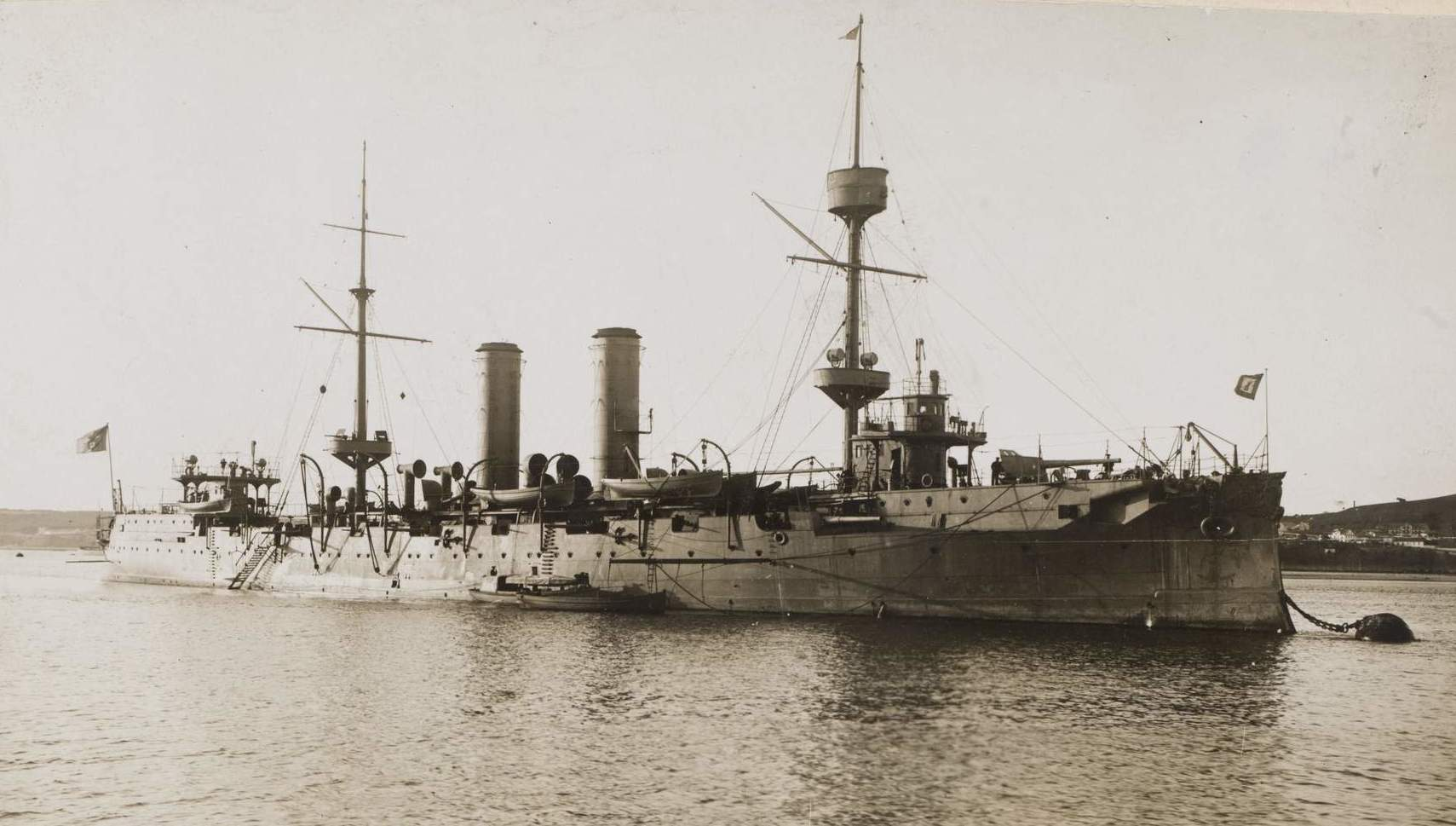
El crucero portugués Dom Carlos I.

Mientras tanto, el teniente Ladislau Parreira y algunos oficiales y civiles se introdujeron en el cuartel del cuerpo de marineros de Alcântara a la una de la madrugada y consiguieron armarse, sublevar a la guarnición y hacer prisionero a los comandantes, uno de ellos herido. Se pretendía con esto impedir la salida del escuadrón de caballería de la Guardia Municipal, lo que se consiguió. Para ello era necesario el apoyo, tanto en armas como en hombres, de los tres navíos de guerra anclados en el Tajo. El teniente Mendes Cabeçadas ya había tomado el mando de la tripulación sublevada del Adamastor mientras que la tripulación rebelde del São Rafael esperaba un oficial que tomara el mando.
Sobre las 7 de la mañana, Ladislau Perreira, que había sido informado de la situación, echó al teniente segundo Tito de Morais para tomar el mando del São Rafael con órdenes para que ambos navíos reforzaran la guarnición del cuartel. Tras algún tiroteo, en los que resultaron heridos el comandante de un navío y un teniente, los oficiales se rindieron y el Dom Carlos I también quedó en manos de los republicanos.
Fue la última unidad que se unió a los rebeldes, que contaban, de esta manera, con parte del regimiento de Artillería 16 y Artillería 1, el cuerpo de marineros y los tres navíos citados. La marina se unió en masa como se esperaba, pero muchos cuarteles considerados simpatizantes no. Los republicanos sumaban cerca de 400 hombres en la plaza, cerca de 1000 y 1500 en Alcântara (contando la tripulación de los navíos) y se habían conseguido apoderar de la artillería de la ciudad, así como de la mayoría de las municiones, a lo que hay que sumar la artillería de los navíos. La plaza y Alcântara estaban ocupadas pero la revolución aún no estaba decidida y los principales dirigentes aún no habían aparecido.
Aun así, al principio los acontecimientos no fueron favorables a los rebeldes. La señal de tres tiros de cañón (que debía ser el aviso para que los civiles y militares avanzaran) no hizo efecto. Solo se oyó un tiro y el almirante Cândido dos Reis, que esperaba la señal para tomar el mando de los navíos, fue informado por oficiales de que todo había fallado y se retiró a casa de su hermana. Al amanecer fue encontrado muerto en Arroios. Desesperado, se había suicidado disparándose un tiro en la cabeza.
Mientras tanto, en la plaza, la aparente calma de la ciudad desalentaba de tal manera a los rebeldes que los oficiales pensaron en desistir. Sá Cardoso, Palla y los demás oficiales se retiraron a sus casas pero Machado Santos se quedó y asumió el mando. Esta decisión sería vital para el éxito de la revolución.

### Las fuerzas del gobierno
La guarnición militar de Lisboa estaba compuesta por cuatro regimientos de infantería, dos de caballería y dos batallones de infantería ligera con un total teórico de 6982 efectivos; aunque eran más en la práctica debido a los destacamentos militares en función de vigilancia, sobre todo en las fábricas de Barreiro, debido a las huelgas y a la agitación sindicalista que se venían produciendo desde septiembre.
Ya desde el año anterior las fuerzas gubernamentales disponían de un plan de acción, elaborado por orden del comandante militar de Lisboa, el general Manuel Rafael Gorjão Henriques. Cuando al final de la tarde del día 3, el presidente del Consejo de Ministros Teixeira de Sousa informó del posible estallido de una revolución, la orden de prevención fue dada a las guarniciones de la ciudad y se llamó de Santarém a las unidades de Artillería 3 e Infantería Ligera 6 y de Tomar a las de Infantería 15.
En cuanto hubo noticia del inicio de la revuelta, el plan se puso en práctica: los regimiento de Infantería 1 y 2, de Infantería Ligera 2 y de Caballería 2 así como las baterías de Queluz salieron hacia el palacio de las Necesidades para proteger al rey, mientras que Infantería 5 e Infantería Ligera 5 fueron hacia Rossio para proteger el cuartel general.
En cuanto a las fuerzas policiales, la guardia municipal fue distribuida por la ciudad, siguiendo el plan, con la idea de proteger los puntos estratégicos como la estación de Rossio, la fábrica de gas, la casa de la moneda, el edificio de correos, el cuartel do Carmo, el depósito de municiones de Beirolas y la casa del presidente del Consejo de Ministros mientras el gobierno estaba reunido. De la guardia fiscal (un total de 1397 efectivos) hay pocas informaciones, solo que algunos soldados estuvieron con las tropas en Rossio. La policía civil (un total de 1200 efectivos) se quedó en las comisarías. Esta inacción restó, por lo tanto, cerca de 2600 efectivos a las fuerzas del gobierno.

### Los combates

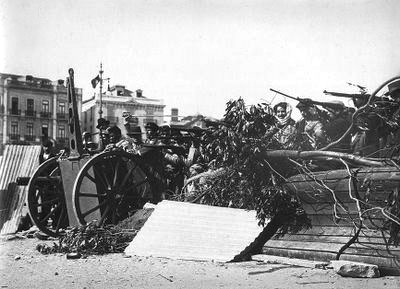
Rebeldes carbonarios en la plaza Marquês de Pombal

El hecho de que algunas unidades del bando monárquico simpatizaran con los republicanos (incluso estos esperaban que se hubiesen sublevado), unido al abandono por parte de los rebeldes del plan de acción original y optar por el atrincheramiento en plaza Marquês de Pombal y en Alcântara supuso que el día 4 la situación se mantuviera en equilibrio, corriendo por la ciudad varias noticias sobre victorias y derrotas.
Tan pronto como se tuvo noticia de la concentración de rebeldes en la plaza, el mando militar de la ciudad organizó un destacamento para atacarlos. Esa columna estaba formada por unidades retiradas del Palacio de las Necesidades: Infantería 2, Caballería 2 y la batería móvil de Queluz bajo el mando del coronel Alfredo Alburquerque. En la batería estaba el héroe de las guerras coloniales Henrique Mitchell de Paiva Couceiro. La columna avanzó hasta cerca de la cárcel donde asumió posiciones de combate. Antes de que estas hubieran concluido fueron atacados por rebeldes. El ataque fue repelido pero costó algunos heridos, varios animales de carga muertos y la desbandada de cerca de la mitad de la infantería. Paiva Couceiro respondió al fuego con cañones y la infantería que restaba durante tres cuartos de hora. Además se ordenó un ataque que fue llevado a cabo por 30 soldados, aunque fue repelido con algunas bajas. Se continuó con el fuego y se ordenó un nuevo ataque, pero apenas se consiguió que fueran 20 soldados. Paiva Couceiro pensó que era el momento ideal para el asalto al cuartel de Artillería 1 y pidió refuerzos al mando de la división, pero este le dio la desconcertante orden de retirada.

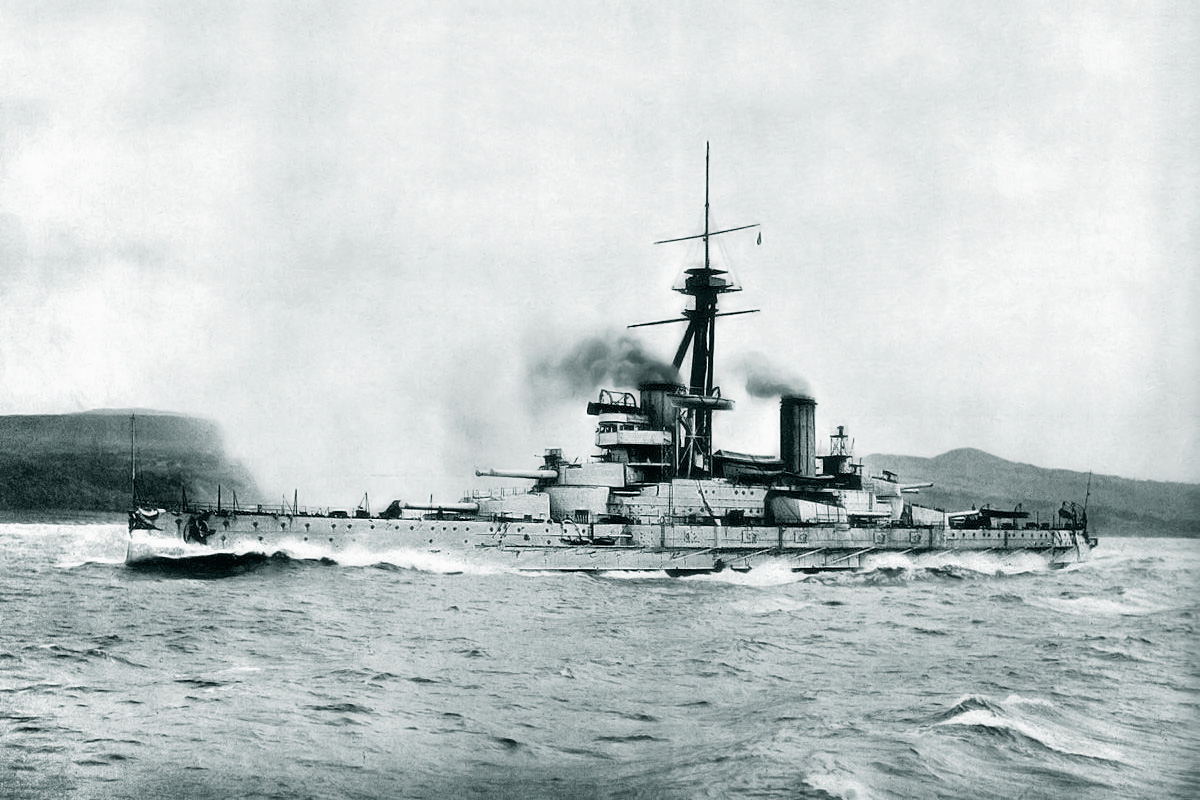
En escala en Lisboa, el presidente electo brasileño Hermes da Fonseca fue testigo de la revolución a bordo del acorazado São Paulo.

Mientras tanto se había formado una columna con el propósito de atacar simultáneamente a los rebeldes en la plaza, pero no llegó a ocurrir porque fue dada la orden de retirada. La columna llegó hasta Rossio al final de la tarde sin haber combatido. Tal inacción no se debió a la incompetencia de su comandante, el general António Carvalhar ya que, como se comprobó al día siguiente al ser nombrado jefe de división militar por el gobierno republicano, su lealtad era otra.
Los refuerzos de la provincia, que el gobierno esperó a lo largo de todo el día 4, nunca llegaron. Solo las unidades mencionadas y llamadas por las medidas preventivas recibieron la orden de marchar. Desde el inicio de la revolución, los carbonarios habían desconectado los telégrafos para impedir la llegada de mensajes a las unidades de fuera de Lisboa. Además, los rebeldes habían cortado las líneas ferroviarias por lo que, aunque estaban obligadas a marchar, nunca llegarían a tiempo. De la península de Setúbal, que era el punto más cercano a Lisboa, también era improbable la llegada de refuerzos ya que los navíos rebeldes dominaban el Tajo.
Al final del día la situación era difícil para las fuerzas monárquicas: los navíos sublevados habían atracado junto a la praça do Comércio y el São Rafael disparó contra los edificios de los ministerios ante la mirada atónita del cuerpo diplomático brasileño a bordo del acorazado São Paulo en el que viajaba el presidente electo Hermes da Fonseca. Este bombardeo minó la moral de las fuerzas que se encontraban en Rossio.

### La salida del rey de Lisboa

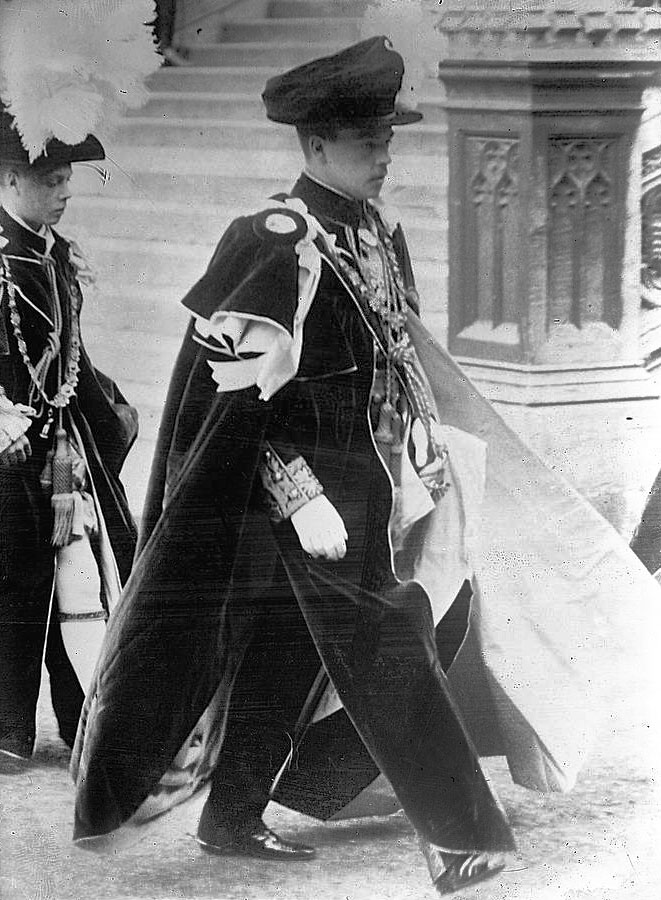
Manuel II de Portugal

Tras el banquete con Hermes da Fonseca, Manuel II regresó al palacio de las Necesidades en compañía de algunos oficiales. Estaban jugando al bridge cuando los rebeldes empezaron a bombardear el lugar. El rey intentó llamar por teléfono pero se encontró con que la línea estaba cortada y sólo consiguió informar a la reina madre, que se encontraba en el palacio da Pena, sobre la situación. Poco después llegaron unidades fieles al rey que consiguieron repeler los ataques de los rebeldes, aunque las balas habían llegado hasta las ventanas.
Sobre las 9 de la mañana, el rey recibió un telegrama del presidente del Consejo que le aconsejaba que se refugiara en Mafra o en Sintra dado que los rebeldes amenazaban con bombardear el palacio de las Necesidades. Manuel II se negó a irse diciendo a los presentes: «Váyanse ustedes si quieren, yo me quedo. Dado que la constitución no me marca otro papel que el de dejarme matar, lo cumpliré».
Con la llegada de la batería móvil de Queluz, las piezas fueron dispuestas en los jardines del palacio para poder bombardear el cuartel rebelde de los marineros, que se encontraba a escasos 100 metros del palacio. Mientras, antes de poder comenzar, el comandante de la batería recibió la orden de cancelar el bombardeo y unirse a las fuerzas que salían del palacio, integradas en la columna que iba a atacar a los rebeldes en Artillería 1 y en la plaza. Cerca del mediodía, los cruceros Adamastor y São Rafael, que desde hacía una hora habían fondeado enfrente del cuartel de los marineros, comenzaron a bombardear el palacio de las Necesidades, lo que desmoralizó a las fuerzas monárquicas allí presentes. El rey se refugió en una pequeña casa en el parque del palacio, desde donde logró llamar por teléfono a Teixeira de Sousa ya que los rebeldes habían cortado las líneas de teléfono especiales del estado pero no las de la red general. El primer ministro ordenó que se mandase al palacio de las Necesidades la batería de Queluz para impedir el desembarco de los marineros, pero no cayó en la cuenta de que la acción principal sucedía en la plaza y que todas las tropas allí eran necesarias. Teniendo en cuenta que las tropas disponibles no eran suficientes para cercar a los rebeldes en la plaza, el ministro hizo ver al rey la conveniencia de que se retirara a Sintra o a Mafra para poder liberar a las tropas de la misión de protegerle, ya que eran necesarias en la plaza.
A las dos de la tarde los vehículos con Manuel II y sus asesores salieron del palacio en dirección a Mafra, donde la Escuela Práctica de Infantería disponía de fuerzas suficientes para proteger al soberano. Justo a la entrada de Benfica el rey dispensó al escuadrón de la guardia municipal que lo escoltaba para que fueran a luchar contra los rebeldes. La comitiva llegó sin problemas a Mafra cerca de las 4 de la tarde, pero allí se encontraron con un problema: debido a las vacaciones apenas había 100 soldados rasos en vez de los 800 que esperaba el comandante, el coronel Pinto da Rocha afirmó que no disponía de medios para proteger al rey. Mientras tanto, llegó a Lisboa el consejero João de Azevedo Coutinho, que aconsejó al rey que mandara llamar a las reinas Amelia y María Pía (madre y abuela del rey) que estaban en los palacios da Pena y de Vila, en Sintra, y que se preparara para salir a Oporto con el objetivo de organizar la resistencia.
En Lisboa, la salida del rey no supuso grandes ventajas ya que las tropas liberadas, a pesar de recibir repetidas órdenes del cuartel general de que marcharan hacia Rossio para impedir la concentración de la artillería rebelde en Alcântara, la mayoría las desobedecieron.

### El triunfo de la revolución

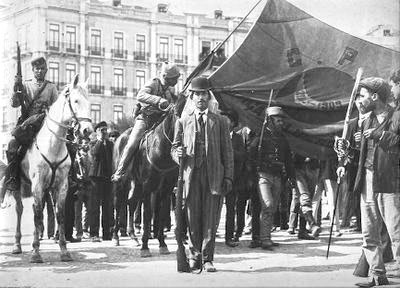
Marcha con la bandera de la Carbonaria en la plaza Marquês de Pombal el 5 de octubre de 1910

La noche del día 4 la moral se encontraba baja entre las tropas monárquicas estacionadas en Rossio, debido al peligro constante de ser bombardeadas por las fuerzas navales, ya que ni las baterías colocadas estratégicamente les daban seguridad. En el cuartel general se discutía la mejor forma de bombardear la plaza. A las tres de la mañana, Pavia Couceiro salió con la batería móvil escoltado por un escuadrón de la guardia municipal y se instaló en el jardín de Castro Guimarães y en el jardín do Torel aguardando la madrugada. Cuando las fuerzas de la plaza empezaron a disparar sobre Rossio, revelando su posición, Paiva Couceiro abrió fuego provocando bajas y sembrando la confusión entre los rebeldes. El bombardeo continuó con ventaja para los monárquicos pero a las 8 de la mañana Paiva Couceiro recibió orden de cesar el fuego ya que iba a haber una tregua de una hora.
Mientras tanto, en Rossio, tras la salida de Paiva Couceiro con la batería, la moral de las tropas monárquicas empeoró aún más debido a las continuas amenazas de bombardeo por parte de las fuerzas navales Infantería 5 y algunos miembros e Infantería Ligera 5 garantizaron que no se opondrían al desembarco de los marineros. Como reacción a esta confraternización con el enemigo, los comandantes de estas formaciones se dirigieron al cuartel general donde recibieron la sorpresa de la noticia de la tregua.
| Proclamada por importantes fuerzas del ejército, por toda la armada y auxiliada por el concurso popular, la República tiene hoy su primer día de Historia. El devenir de los acontecimientos, hasta el momento en el que escribimos, permite alimentar toda la esperanza de un definido triunfo. [...] No se puede hacer idea del entusiasmo que corre por la ciudad. El pueblo está verdaderamente loco de satisfacción. Podría decirse que toda la población de Lisboa está en la calle vitoreando a la república. — Diario O Mundo, 5 de octubre de 1910. |

El nuevo representante alemán, que había llegado la noche anterior, se instaló en el hotel Avenida Palace, lugar de residencia de muchos otros extranjeros. La proximidad de los edificios a los combates suponía un gran peligro y por ello el diplomático alemán decidió intervenir. Se dirigió al cuartel general y pidió al general Gorjão Henriques un alto al fuego que le permitiera evacuar a los ciudadanos extranjeros. Sin comunicárselo al gobierno y quizá con la esperanza de ganar tiempo con la llegada de refuerzos, el general accede.
El diplomático alemán, acompañado de un hombre con bandera blanca, se dirigió a la plaza para sellar la tregua con los rebeldes. Pero estos, al ver la bandera blanca, creen que las fuerzas opositoras se han rendido por lo que salen con entusiasmo de las trincheras y se unen al pueblo que sale de las calles laterales y se unen en una gran aglomeración que grita vivas a la república. En la plaza, Machado Santos en un principio no acepta la tregua pero ante las protestas del diplomático accede. Enseguida y viendo el gran apoyo popular a la revuelta en las calles, se dirige temerariamente al cuartel general acompañado de multitudes populares (y muchos oficiales que habían abandonado su posición en la plaza).
La situación en Rossio, con la salida popular a la calle era muy confusa pero favorable a los republicanos dado el evidente apoyo popular. Machado Santos habla con el general Gorjão Henriques y lo invita a mantenerse al mando de la división, pero este lo rechaza. Machado Santos le entrega el mando al general António Carvalhal ya que sabía que era republicano. Poco después, a las 9 de la mañana, José Relvas proclama la república en el balcón del ayuntamiento de Lisboa, tras lo cual se formó un gobierno provisional presidido por miembros del PRP con la idea de gobernar la nación hasta la aprobación de una nueva constitución.
La revolución se saldó con algunas decenas de bajas. El número exacto se desconoce, pero se sabe que hasta el día 6 de octubre entraron en la morgue 37 víctimas mortales por la revolución. Varios heridos fueron a hospitales y puestos de socorro de la ciudad y algunos más tarde fallecieron. Por ejemplo, de los 78 heridos que entraron en el hospital de São José de Lisboa, 14 fallecieron los días siguientes.

### El embarque de la familia real hacia el exilio

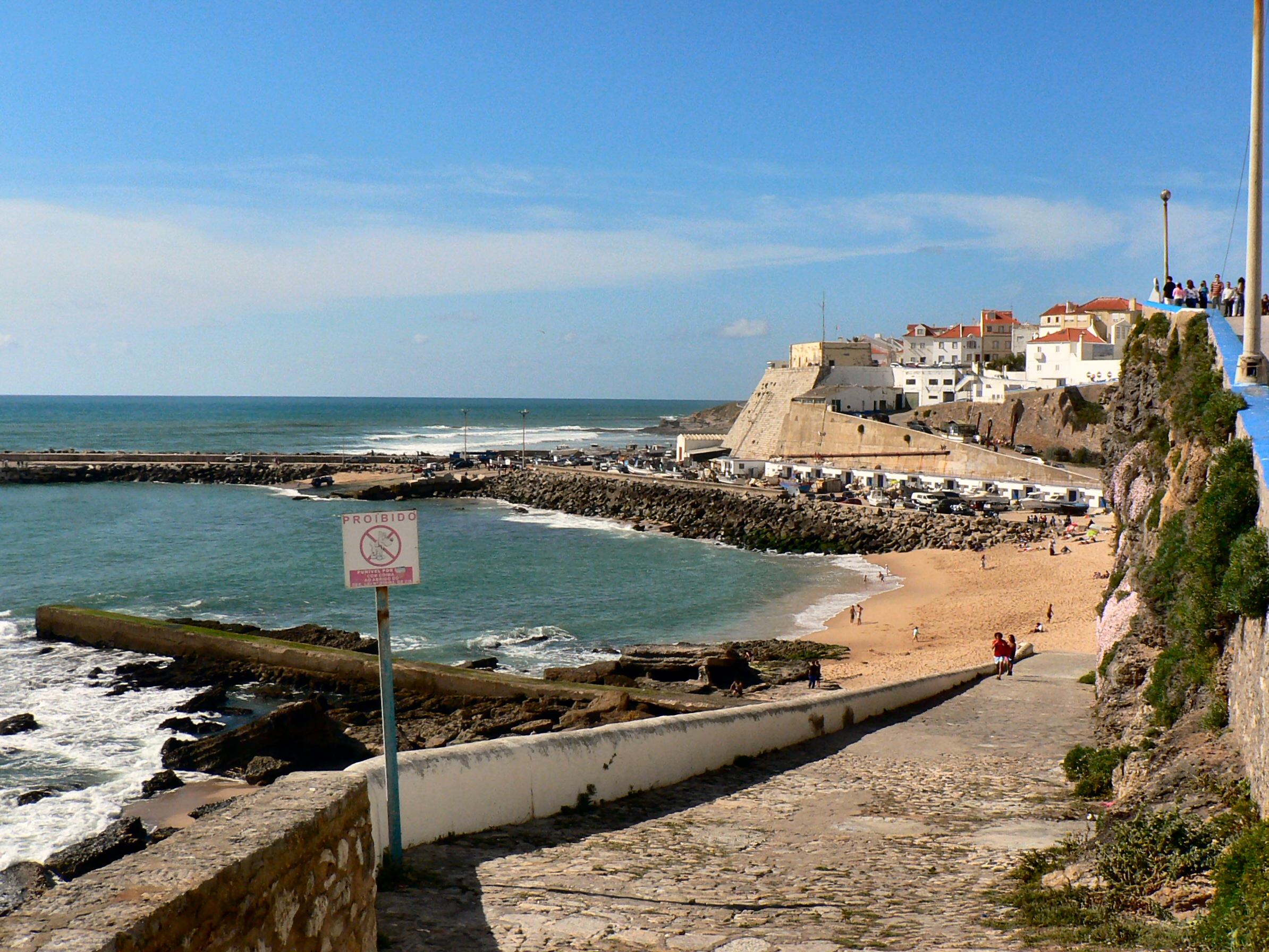
Ericeira, desde donde la familia real portuguesa salió a bordo del yate real Amélia IV

En Mafra, en la mañana del día 5 de octubre, el rey buscaba un modo de llegar a Oporto, acción muy difícil de llevar a cabo por tierra dada la casi inexistencia de escolta y los innumerables núcleos de rebeldes del país. Alrededor del mediodía el alcalde de Mafra recibió la comunicación del nuevo gobernador civil ordenando que enarbolase la bandera republicana. Poco después el comandante de la Escuela Práctica de Infantería recibió un telegrama de su nuevo comandante informándolo de la nueva situación política. La situación de la familia real se volvió insostenible.
La solución aparece cuando llega la noticia de que el yate Amélia IV fondeaba cerca de allí, en Ericeira. A las dos de la mañana, el yate había recogido de la ciudadela de Cascaes al tío del rey y heredero al trono, y ya que el rey estaba en Mafra se había acercado a Ericeira por ser el puerto más cercano. Manuel II, sabiendo que con la proclamación de la república le esperaba la cárcel, decide embarcarse con la idea de dirigirse a Oporto. La familia real y algunos acompañantes se dirigieron a Ericeira en donde, gracias a dos barcos de pesca y ante la mirada de algunos curiosos, embarcaron en el yate.
Una vez a bordo, el rey escribió al primer ministro:

Querido Teixeira de Sousa, forzado por las circunstancias me veo obligado a embarcar en el yate real "Amélia". Soy portugués y lo seré siempre. Tengo la convicción de haber cumplido siempre mi deber de rey en todas las circunstancias y de haber puesto mi corazón y mi vida al servicio de mi país. ¡Espero que él, convencido de mis derechos y de mi dedicación, lo sepa reconocer!. ¡Viva Portugal! Dé a esta carta la publicidad que pueda.
Manuel II.

Tras asegurarse de que la carta llegaría a su destino, el rey hace saber que quería ir a Oporto. Se reúne un consejo con el soberano, los oficiales y parte de la comitiva. El comandante João Agnelo Vélez Caldeira Castelo Branco y João Jorge Moreira de Sá se opusieron a la decisión del soberano alegando que si Oporto no quisiera recibirlo el navío difícilmente tendría combustible para llegar a otro puerto. Ante la insistencia de Manuel II, João Jorge Moreira de Sá argumentó que llevaba a bordo a toda la familia real, por lo que su primer deber era salvar esas vidas. El puerto de destino escogido fue Gibraltar. Allí se conoció que Oporto se había unido a la causa republicana. Manuel II ordenó que el navío, por ser propiedad del estado portugués, volviera a Lisboa. El rey depuesto viviría el resto de sus días en el exilio.

## Los primeros pasos de la República

### Actuación del gobierno provisional

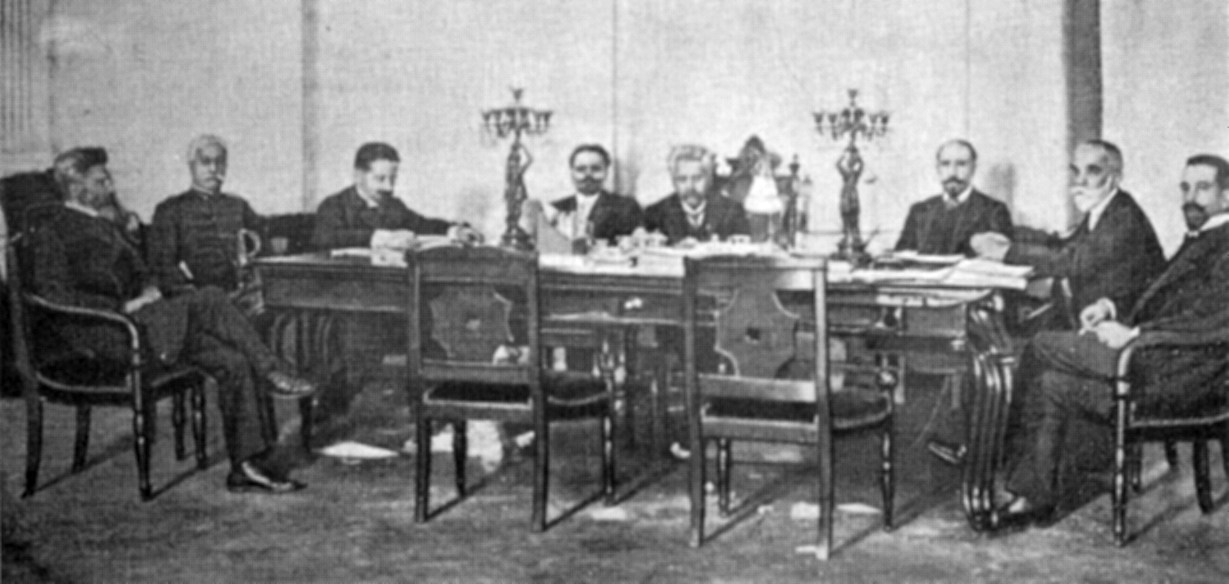
Gobierno provisional de la República Portuguesa en 1910

El 6 de octubre de 1910, el Diário do Governo anunciaba: «Al pueblo portugués — Constitución del Gobierno Provisional de la República — Hoy, 5 de octubre de 1910, a las once de la mañana, se proclamó la República de Portugal en la sala noble del ayuntamiento de Lisboa, tras el final del movimiento de revolución nacional. Se constituyó inmediatamente el gobierno provisional: Presidencia, Teófilo Braga; Interior, António José de Almeida; Justicia, Afonso Costa; Hacienda Basílio Teles; Guerra António Xavier Correia Barreto; Marina, Amaro Justiniano de Azevedo Gomes; Exteriores Bernadino Luís Machado Guimarães; Obras Públicas, António Luís Gomes».
Por decreto del 8 de octubre, el Gobierno Provisional determinó la nueva nomenclatura de los ministerios, siendo las modificaciones más importantes las de los ministerios del Reino', de Hacienda y de Obras Públicas que pasaron a denominarse de Interior, de Finanzas y de Fomento. Basílio Teles se negó a tomar posesión del cargo y el día 12 fue sustituido por José Relvas. El 22 de noviembre, Brito Camacho entró en el gobierno tras la salida de Antonio Luís Gomes, que había sido embajador de Portugal en Río de Janeiro.
Durante el tiempo que estuvo en funciones, el Gobierno Provisional tomó una serie de medidas importantes y que tuvieron un efecto duradero. Para apaciguar los ánimos y reparar a las víctimas de la monarquía, se concedió una amplia amnistía a los condenados por delitos contra la seguridad del Estado, contra la religión, de desobediencia, de uso de armas prohibidas, etc. Se institucionalizó el divorcio y la legalidad del matrimonio civil, la igualdad de derechos en el matrimonio entre hombres y mujeres, la regularización jurídica de los hijos nacidos fuera del matrimonio, la protección a la infancia y a los ancianos, la reformulación de la ley de prensa, la extinción de los títulos nobiliarios y el reconocimiento del derecho a huelga. Este gobierno optó también por la extinción de las guardias municipales de Lisboa y de Oporto, sustituidas por un nuevo cuerpo público de defensa del orden: la Guarda Nacional Republicana. Para las colonias, se creó una legislación con la idea de conceder autonomía a las provincias de ultramar, condición necesaria para su desarrollo. También se alteraron los símbolos nacionales: la bandera nacional y el himno y se creó una nueva unidad monetaria: el escudo portugués, que equivalía a mil reales. Hasta la ortografía del portugués fue simplificada y debidamente reglamentada gracias a la reforma ortográfica de 1911.
El gobierno provisional gozó de amplios poderes hasta el inicio oficial de la Asamblea Nacional Constituyente el 19 de junio de 1911 como resultado de las elecciones del 28 de mayo de ese mismo año. Ese día, el presidente del gobierno provisional, Teófilo Braga, entregó a la Asamblea Nacional Constituyente los poderes que le habían sido conferidos el 5 de octubre de 1910. La Asamblea aprobó por aclamación la propuesta presentada en el congreso por su presidente Anselmo Braamcamp Freire: «La Asamblea Nacional Constituyente confirma, hasta posterior deliberación, las funciones del Poder Ejecutivo del gobierno provisional de la República».
Dos meses más tarde, con la aprobación de la Constitución de 1911 y la elección del primer presidente constitucional de la República, Manuel de Arriaga, el 24 de agosto, el gobierno provisional presentó su dimisión, que fue aceptada el 3 de septiembre de 1911 por el presidente de la república, poniendo así fin a un mandato de más de 10 meses. Comenzaba así a funcionar la Primera República Portuguesa, que mantendría el régimen parlamentario y presidencialista en el país hasta la Revolución Portuguesa de 1926.

### Alteración de los símbolos nacionales
Con la llegada de la República, los símbolos nacionales fueron modificados. Por decreto del 15 de octubre de 1910 del gobierno provisional, se nombró una comisión encargada de crearlos. La modificación de los símbolos nacionales, según el historiador Nuno Severiano Teixeira, surgió de las dificultades que los republicanos tenían para representar la República.

En la monarquía el rey tiene un cuerpo físico y por lo tanto es una persona reconocible y reconocida por los ciudadanos. No obstante, la República es una idea abstracta.
Nuno Severiano Teixeira

#### La bandera

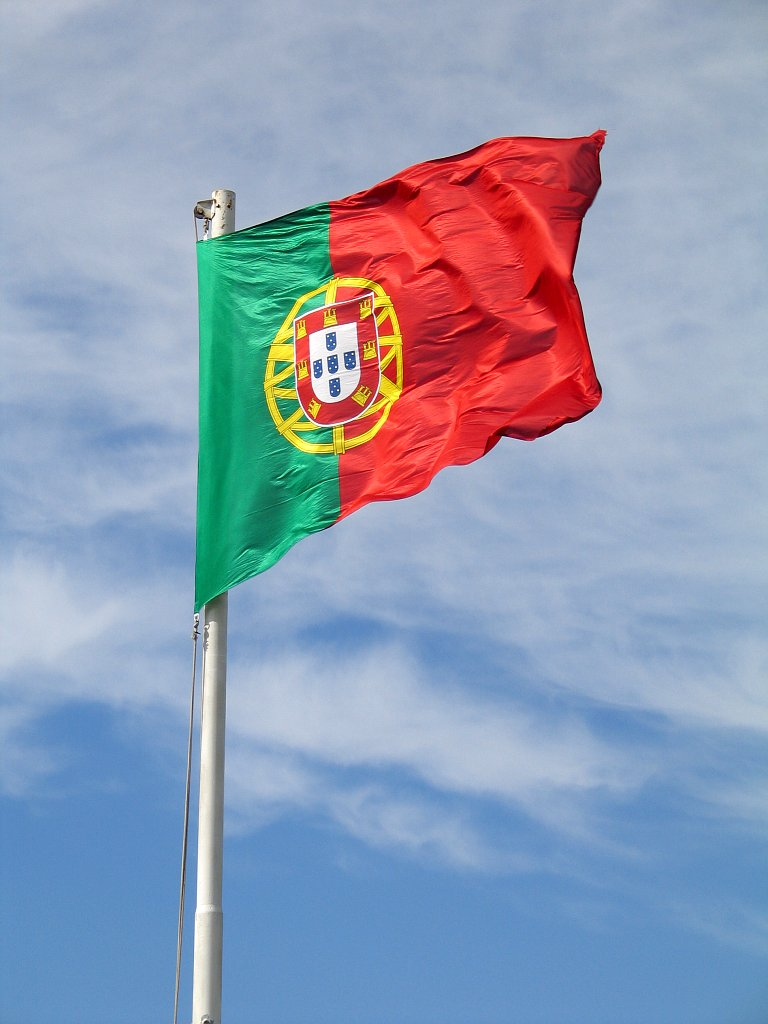
Bandera de la República Portuguesa

En relación con la bandera, existían dos tendencias: una la de mantener los colores azul y blanco, tradicional de las banderas portuguesas, y otra de usar colores «más republicanos»: verde y rojo. La propuesta de la comisión sufrió varias alteraciones, siendo el diseño final rectangular, con los dos quintos próximos al asta de color verde y los tres quintos del lado batiente de color rojo. El verde fue escogido por ser el «color de la esperanza» mientras que el rojo es un color «combativo, caliente, viril por excelencia». En la unión de dos colores, el escudo de armas nacional. El proyecto de bandera fue aprobado por el gobierno provisional por un voto el 29 de noviembre de 1910. El 1 de diciembre se celebró la "Fiesta de la Bandera", frente al ayuntamiento de Lisboa. La Asamblea Nacional Constituyente promulgó la elección de la bandera el 19 de junio de 1911.

#### El himno nacional
El 19 de junio de 1911, la Asamblea Nacional Constituyente proclamó A Portuguesa como himno nacional sustituyendo a O Hino da Carta, que era el himno nacional desde mayo de 1834, y se inscribió como símbolo nacional en la Constitución de 1911. El himno fue compuesto en 1890 con música de Alfredo Keil y letra de Henrique Lopes de Mendonça, como reacción al ultimátum británico de 1890. Nació como una canción de cariz patriótico y fue utilizada, con una letra ligeramente diferente, como la marcha de los rebeldes del 31 de enero de 1891 en el intento fallido de golpe de Estado que pretendía implantar la república en Portugal, razón por la cual el régimen monárquico la prohibió.
Aunque se proclamó himno nacional en 1911, tuvo que esperar al 4 de septiembre de 1957 para que fuese aprobada la versión oficial que se toca hoy en las ceremonias nacionales civiles y militares o cuando hay visitas de jefes de Estado extranjeros tras ser escuchado el himno nacional de la nación representada.

#### El busto
El busto oficial de la República fue escogido mediante un concurso nacional promovido por el ayuntamiento de Lisboa, en el que participaron escultores jóvenes. Su autor es Francisco dos Santos y está actualmente expuesto en el ayuntamiento. El original se encuentra en la Casa Pia ya que el autor fue alumno de la Casa Pia. 
Existe otro busto que fue adoptado como rostro de la República cuyo autor es José Simões de Almeida y creado en 1908. Su original se encuentra en el ayuntamiento de Figueiró dos Vinhos y su modelo fue Ilda Pulga, una joven trabajadora de una tienda de Chiado. Según el periodista António Valdemar, que cuando fue nombrado presidente de la Academia Nacional de Bellas Artes mandó al escultor João Duarte restaurar el busto original que se encontraba en una sala de la institución:

Simões creyó graciosa la cara de la chica y la invitó a ser modelo. La madre dijo que lo autorizaba pero con dos condiciones: que ella estuviera presente en las sesiones y que la hija no se desnudase.
António Valdemar.

El busto muestra a la república con un gorro frigio, influencia de la Revolución francesa. El busto de Simões fue adoptado inmediatamente por la masonería y fue usado en el funeral de Miguel Bombarda y de Cândido dos Reis, pero cuando se realizó el concurso oficial y a pesar de ser bastante popular, quedó en segundo lugar tras el busto de Francisco dos Santos.

### Separación entre Iglesia y Estado

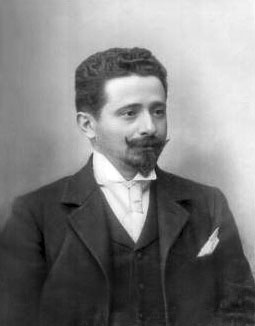
Afonso Costa, en 1904, uno de los promotores de las leyes de separación entre Iglesia y Estado

Una medida controvertida del gobierno provisional fue la separación Iglesia-Estado. El laicismo se empezó a discutir en Portugal en el siglo XIX durante las Conferencias de Casino en 1871, promovidas por Antero de Quintal. El movimiento republicano asociaba a la Iglesia católica con la monarquía y se oponía a su influencia en la sociedad portuguesa. El 1 de febrero de 1908, tras el regicidio, se redactó un decreto contra los jesuitas por iniciativa del gobierno, que estimaba que podía salvar al régimen atacando a la Iglesia, pero nunca fue firmado por Manuel II. Inmediatamente después de la implantación de la República, el 8 de octubre de 1910, el ministro de Justicia, Afonso Costa reinstaura las leyes del marqués de Pombal contra los jesuitas y las de Joaquim António de Aguiar en relación con las órdenes religiosas, lo que supuso la expulsión de la Compañía de Jesús y de las órdenes religiosas del clero regular, además del cierre de conventos.
Los bienes y las propiedades de la Iglesia fueron incorporados al Estado. El juramento religioso y otros previstos en los estatutos de la Universidad de Coímbra se abolieron, las matrículas de primer año de la facultad de Teología se anularon, se extinguieron también las plazas de derecho canónico y se suprimió la enseñanza de la doctrina cristiana. Los festivos religiosos pasaron a ser días de trabajo aunque el domingo se mantuvo como día de descanso por razones laborales. Asimismo, se prohibió a las fuerzas armadas participar en solemnidades religiosas. Se aprobaron las leyes del divorcio y de la familia, que consideraban el matrimonio como un «contrato puramente civil».

Algunos obispos fueron perseguidos, expulsados o suspendidos de sus actividades debido al laicismo. En reacción a varios decretos anticlericales, los obispos portugueses lanzaron una pastoral colectiva defendiendo la doctrina de la Iglesia, pero su lectura fue prohibida por el gobierno. A pesar de esto, algunos prelados siguieron divulgando el texto, entre ellos el obispo de Oporto, António Barroso, lo que llevó al ministro Afonso Costa a llamarlo a Lisboa y destituirlo de sus funciones eclesiásticas.
El culmen del laicismo se produjo con la aprobación, por decreto del gobierno providional, de la ley de separación Iglesia-Estado del 20 de abril de 1911.  El papa Pío X, el 24 de mayo de 1911, publicó la encíclica Iamdudum,  en la que calificó la ley protuguesa de «injusticia, opresión, expoliación y burla» pero sin éxito. Afonso Costa previó incluso la erradicación del catolicismo en tres generaciones. La aplicación de la ley comenzó el 1 de julio de 1911 con la creación de una Comisión Central. Posteriormente la ley fue promulgada por la Asamblea en 1914 pero su implantación fue inmediata tras la publicación del decreto.

### Reconocimiento internacional

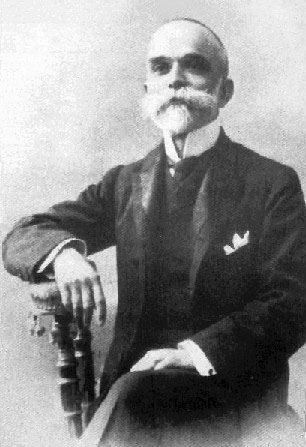
Bernardino Machado fue ministro de Exteriores en el gobierno provisional

Una de las primeras preocupaciones del nuevo régimen republicano fue ser reconocido por las restantes naciones. En 1910, la gran mayoría de los Estados europeos eran monarquías. Solo Francia, Suiza y San Marino eran repúblicas. Por eso, el Ministerio de Asuntos Exteriores del gobierno provisional, dirigido por Bernardino Machado, orientó su cartera siguiendo criterios de extrema prudencia, llevándolo el 9 de octubre de 1910 a comunicar a los representantes diplomáticos en Portugal que el gobierno provisional cumpliría todos los compromisos internacionales asumidos por el anterior régimen.
Como el mariscal Hermes da Fonseca presenció personalmente todo el proceso de cambio de régimen, ya que entró en Portugal en visita oficial cuando el país aún era una monarquía y cuando salió era ya una república, no es de extrañar que Brasil fuera el primer país en reconocer de iure el nuevo régimen político portugués. El 22 de octubre, el gobierno brasileño afirmó que «Brasil entero hará lo posible por la felicidad de la noble nación portuguesa y de su gobierno y por la prosperidad de la nueva república». Al día siguiente, hizo lo propio Argentina; el 29 Nicaragua; el 31 Uruguay; del 16 al 29 de noviembre Guatemala y Costa Rica; Perú y Chile del 5 al 19 de diciembre; Venezuela el 23 de febrero de 1911; Panamá el 17 de marzo. En julio de 1911 fue reconocido por los Estados Unidos.
El 10 de noviembre de 1910, el gobierno británico reconoció de facto la república portuguesa manifestando «el más vivo deseo de su majestad de conservar las relaciones amistosas» con Portugal. Posición idéntica fue manifestada por los gobiernos español, francés e italiano. Los reconocimientos de iure del nuevo régimen solo aparecieron tras la proclamación de la constitución y la elección del presidente de la república. Francia fue la primera en hacerlo el 24 de agosto de 1911, día de la elección del primer presidente de la República. El 11 de septiembre lo hizo el Reino Unido junto con el Imperio alemán y el Imperio austrohúngaro, Dinamarca, España, Italia y Suecia. El 12 siguieron Bélgica, Países Bajos y Noruega; el 13 China y Japón; el 15 Grecia; el 30 el Imperio ruso; el 23 de octubre Rumanía; el 23 de noviembre el Imperio otomano; el 21 de diciembre Mónaco y el 28 de febrero de 1912 Siam. Debido a la tensión creada entre la Iglesia católica, las relaciones con la Santa Sede estuvieron suspendidas y la curia romana no reconoció a la república hasta el 29 de junio de 1919.